# 下屋則子
下屋 則子（したや のりこ、1982年4月22日 - ）は、日本の女性声優。千葉県出身。81プロデュース所属。

## 経歴
幼い頃から人前で何かをすることが好きで、小学5年生のとき、クラブ活動で演劇部に入り、舞台で演じることが楽しくなったという。その後、アニメを見ているうちに職業としての声優を知って、役者の演技に感心したりしていたという。小学校を卒業する時期から「将来は声優になりたい」と考える。アニメを消音してアテレコもしていた。代々木アニメーション学院ひがし校（現・東京校）出身。学院のダンス講師から推薦されて女子プロレス団体「アルシオン」のマスコットガールを務めるなど、在学中から芸能活動を開始した。学院在学中に『エイリアン9』の遠峰かすみ役のオーディションに合格、声優としてデビューする。
2007年2月11日に土屋実紀・石塚さより・小島めぐみとバンド「Cri☆siS」を結成。「Noriko」としてギターを担当している。同じ事務所の豊口めぐみと仲が良く、一緒に遊んでいる様子などがお互いのブログに掲載されている。緒方恵美プロデュースの「Magical☆Voice☆Party -silent&noisy night-」にCri☆siSとして出演した際、豊口に頼んで『ダイアモンド クレバス』を歌ってもらった。
2015年4月22日、33歳の誕生日に一般男性との結婚を自身のブログにて報告、8月10日に第1子の妊娠を発表、12月25日に第1子となる男児の出産を発表した。

## 人物
声優としては、アニメを中心に活躍している。
趣味・特技はピザ作り、スキー、バレーボール、水泳。両親が野球好きで、小学校時代、野球部に入部しようと思っていたが、どんなスポーツか分からず、女子も入ると聞いて入部していたところ、サッカーボールがあり、結局1年していたという。次はバスケットボールを2年間して小学6年生では部長を務めた。中学時代の3年間はバレー部、夏は水泳部、秋は陸上部でも活動していたという。
『Fate/stay night』シリーズではメインヒロインの一人である間桐桜役を演じているが、原作のゲームがマルチルートである都合上から2006年のテレビアニメ第1作、2010年の劇場版第1作、2014年のテレビアニメ第2作ではサブキャラであった。桜がメインヒロインとなる『Fate/stay night [Heaven's Feel]』が劇場版三部作として制作されることが決まり、セイバー役の川澄綾子から「則ちゃん良かったね」と祝福されている。
姉がいる。

## 出演
太字はメインキャラクター。

### テレビアニメ
2001年
- 砂漠の海賊!キャプテンクッパ（オリカ）
- だぁ!だぁ!だぁ!（子供）
- 探偵少年カゲマン（デ・ゴザール）
- とっとこハム太郎（ツトムくん、すみれちゃん、シェイクちゃん）
- パラッパラッパー（ギャラリー）
- ミラクルクレヨンのクレヨンまる（クレヨンまる）

2002年
- 朝霧の巫女（子供）
- カスミン（フランシーヌ）
- キックオフ2002（青野香苗）
- 東京アンダーグラウンド（メイ）
- NARUTO -ナルト-（2002年 - 2015年、モエギ） - 2シリーズ
- ぷちぷり*ユーシィ（女の子A、生徒C）
- 炎の蜃気楼（生徒）
- わがまま☆フェアリー ミルモでポン!（2002年 - 2005年、ハンゾー、梅園桃、少女） - 4シリーズ
- ロックマンエグゼ（2002年 - 2006年、メイドさん、メイドF、トリル） - 4シリーズ

2003年
- アソボット戦記五九（美女A）
- 君が望む永遠（女生徒B）
- 京極夏彦 巷説百物語（千代）
- D.C. 〜ダ・カーポ〜（2003年 - 2005年、絵美、日野まどか） - 2シリーズ
- ぽぽたん（女子A）
- マーメイドメロディー ぴちぴちピッチ（2003年 - 2004年、ミミ、サンゴの精） - 2シリーズ
- 魔探偵ロキRAGNAROK（女生徒）
- まっすぐにいこう。（早乙女直）
- まぶらほ（鳴尾来花）

2004年
- エルフェンリート（少女）
- 神無月の巫女（来栖川姫子）
- ギャラクシーエンジェルX（俊雄）
- 今日からマ王!（ベアトリス）
- じゃがいぬくん（レタゾウちゃん）
- せんせいのお時間 DOKI DOKI SCHOOL HOURS（女子生徒A、想像の先生）
- 光と水のダフネ（看護士）
- BLEACH（2004年 - 2011年、紬屋雨）
- マシュマロ通信（クラスメイト、ウサギイヌ、ビアンカ、アンジェリカ、ウギー、サーシャ 他）
- マリア様がみてる（桂）

2005年
- ああっ女神さまっ（2005年 - 2006年、聖） - 2シリーズ
- 英國戀物語エマ（2005年 - 2007年、コリン・ジョーンズ、イルゼ・メルダース） - 2シリーズ
- ガラスの仮面（田中圭子）
- ツバサ・クロニクル（2005年 - 2006年、琴子） - 2シリーズ

2006年
- エア・ギア（富田毬 / トンちゃん先生）
- きらりん☆レボリューション（2006年 - 2009年、藤堂ふぶき、みーちゃん） - 2シリーズ
- 銀魂（少女）
- コヨーテ ラグタイムショー（チェルシィ）
- 地獄少女（上川美紀）
- D.Gray-man（少年グゾル）
- Fate/stay night（間桐桜）
- ふしぎ星の☆ふたご姫 Gyu!（ローズマリー）
- 武装錬金（河井沙織）

2007年
- Venus Versus Virus（京子）
- かみちゃまかりん（九条姫香）
- 京四郎と永遠の空（ヒミコ）
- しゅごキャラ!（2007年 - 2009年、姫川舞香、草薙那由他） - 2シリーズ
- デルトラクエスト（フライ、フランソワーズ）
- 天元突破グレンラガン（マオシャ）
- 桃華月憚（すずめ、場内アナウンス）
- まめうしくん（2007年 - 2008年、あずきちゃん）

2008年
- Yes!プリキュア5GoGo!（女の子）
- おじゃる丸（ゆうちゃん）
- かのこん（砂原幾）
- 狂乱家族日記（ミルカトピ）
- 鉄のラインバレル（2008年 - 2009年、新山理沙子）
- S・A〜スペシャル・エー〜（及川唯、小夜）
- 絶対可憐チルドレン（末摘花枝）
- まかでみ・WAっしょい!（フィネア）

2009年
- 黒神 The Animation（クロ）
- クロスゲーム（2009年 - 2010年、月島紅葉、女子学生、場内アナ、看護師）
- ポケットモンスター ダイヤモンド&パール（2009年 - 2011年、スズナ、シンコ） - 1シリーズ+ 特別編

2010年
- 極上!!めちゃモテ委員長 セカンドコレクション（広井世界）
- 心霊探偵 八雲（間宮佳子）
- ハートキャッチプリキュア!（カスミ）
- ひめチェン!おとぎちっくアイドル リルぷりっ（美保）

2011年
- IS 〈インフィニット・ストラトス〉（2011年 - 2013年、山田真耶） - 2シリーズ
- カードファイト!!ヴァンガード（2011年 - 2014年、右野レイジ） - 4シリーズ
- GOSICK -ゴシック-（アブリル・ブラッドリー）
- これはゾンビですか?（2011年 - 2012年、京子） - 2シリーズ
- ちはやふる（車内販売員）
- ちび☆デビ!（2011年 - 2014年、まおちゃん）
- Fate/Zero（2011年 - 2012年、間桐桜） - 2シリーズ
- マケン姫っ!（2011年 - 2014年、天谷春恋） - 2シリーズ

2012年
- アドリブアニメ研究所（のんちゃん）

2013年
- ガンダムビルドファイターズ（先生）
- ポケットモンスター XY（2013年 - 2016年、ビオラ、セレナのヤンチャム、バネブー、ジーン、ゴジカのニャオニクス♂ 他） - 2シリーズ + 特別編
- みにヴぁん（女性店員、川並ミナミ、右野レイジ）
- 名探偵コナン（笹森薫）
- ワルキューレ ロマンツェ（ミレイユ・マーレス・アスコット）

2014年
- ウィッチクラフトワークス（乙女橘りのん）
- ガールフレンド（仮）（玉井麗巳）
- 団地ともお（辻野）
- Fate/stay night [Unlimited Blade Works]（間桐桜）
- プリパラ（はなな）

2015年
- 夜ノヤッターマン（ヤッター兵B）
- おまかせ!みらくるキャット団（赤川礼子、佐々木俊太郎）

2016年
- ドラえもん（テレビ朝日版第2期）（子ども）
- かみさまみならい ヒミツのここたま（2016年 - 2018年、ホットニー）
- テイルズ オブ ゼスティリア ザ クロス（2016年 - 2017年、ライラ） - 2シリーズ
- 境界のRINNE（女性試験官）
- Fate/kaleid liner プリズマ☆イリヤ ドライ!!（黒い女）
- 魔法少女育成計画（小雪の母）
- レガリア The Three Sacred Stars（マヤ・アステリア）

2017年
- TRICKSTER -江戸川乱歩「少年探偵団」より-（小林七美）
- 笑ゥせぇるすまんNEW（妻）
- BORUTO-ボルト- NARUTO NEXT GENERATIONS（2017年 - 2021年、風祭モエギ）
- バチカン奇跡調査官（ドメニカ）

2018年
- Fate/EXTRA Last Encore（間桐桜）
- あまんちゅ!〜あどばんす〜（女の子）
- カードファイト!! ヴァンガード（2018）（右野レイジ）

2020年
- 22/7（麗華の母）
- ド級編隊エグゼロス（ナマ蟲）

2021年
- ヴァニタスの手記（2021年 - 2022年、アメリア） - 2シリーズ

2022年
- スローループ（海凪裕子）
- ポケットモンスター（セレナのヤンチャム）
- 最近雇ったメイドが怪しい（ゆうり母）
- 不滅のあなたへ（2022年 - 2023年、アルメ）

2023年
- ひろがるスカイ!プリキュア（りほ）

2024年
- 百千さん家のあやかし王子（継母）

2025年
- 天久鷹央の推理カルテ（瀬口祐子）
- 日々は過ぎれど飯うまし（まこ母）

### 劇場アニメ
2000年代
- 犬夜叉 紅蓮の蓬莱島（2004年、蛍）
- ガラスのうさぎ（2005年、ミヨ）
- えいがでとーじょー! たまごっち ドキドキ! うちゅーのまいごっち!?（2007年、たんぽぽ）
- 劇場版BLEACH Fade to Black 君の名を呼ぶ（2008年、紬屋雨）
- 映画 フレッシュプリキュア! おもちゃの国は秘密がいっぱい!?（2009年、テディベアをタダで貰った女の子）

2010年代
- 劇場版 Fate/stay night UNLIMITED BLADE WORKS（2010年、間桐桜）
- 劇場版 NARUTO -ナルト- 炎の中忍試験! ナルトVS木ノ葉丸!!（2011年、モエギ）
- マジック・ツリーハウス（2012年、トレイシー）
- 劇場版 カードファイト!! ヴァンガード ネオンメサイア（2014年、右野レイジ）
- ピカチュウとポケモンおんがくたい（2015年、ヤンチャム、マイナン）
- ポケモン・ザ・ムービーXY 光輪の超魔神 フーパ（2015年、セレナのヤンチャム）
- ポケモン・ザ・ムービーXY&Z ボルケニオンと機巧のマギアナ（2016年、セレナのヤンチャム）
- 劇場版 Fate/kaleid liner プリズマ☆イリヤ（2017年 - 2021年、間桐桜） - 2作品
- 劇場版 Fate/stay night [Heaven's Feel] I - III（2017年 - 2020年、間桐桜） - 3部作

### OVA
2000年代
- エイリアン9（2001年、遠峰かすみ）
- .hack//SIGN（2002年、美零）
- あの山に登ろうよ（2003年、ちえ）
- カレイドスター Legend of phoenix 〜レイラ・ハミルトン物語〜（2005年、女の子）
- 大魔法峠（2006年、国鉄子）
- BALDR FORCE EXE RESOLUTION（2006年、水坂憐）
- かのこん〜真夏の大謝肉祭〜（2009年、砂原幾）
- 聖闘士星矢 THE LOST CANVAS 冥王神話（2009年、カロ）

2010年代
- IS〈インフィニット・ストラトス〉アンコール 恋に焦がれる六重奏（2011年、山田真耶）
- カーニバル・ファンタズム（2011年、間桐桜、聖杯くん）
- IS 〈インフィニット・ストラトス〉2 ワールド・パージ編（2014年、山田真耶）
- Fate/kaleid liner Prisma☆Illya プリズマ☆ファンタズム（2019年、間桐桜）

### Webアニメ
- 衛宮さんちの今日のごはん（2018年 - 2019年、間桐桜[62]）
- Fate/Grand Order 藤丸立香はわからない（2022年 - 2024年、カーマ、パールヴァティー） - 1シリーズ + 特別編[一覧 21]

### ゲーム
2002年
- Ever17 -the out of infinity-（田中優美清春香菜）
- ファイナルファンタジーII（マリア） - PS版

2003年
- ヴィオラートのアトリエ 〜グラムナートの錬金術士2〜（ヴィオラート・プラターネ）
- 半熟英雄対3D（カトリイヌ）
- わがまま☆フェアリー ミルモでポン! 対戦まほうだま（ハンゾー）

2004年
- マーメイドメロディーぴちぴちピッチ ぴちぴちっとライブスタート!（ミミ）
- コロッケ!Great 時空の冒険者（ハム、アンニン）

2005年
- コロッケ!DS 天空の勇者たち（ハム、ブーケガルニ）
- ゾイドフルメタルクラッシュ（メーア少尉）
- デュエルセイヴァー デスティニー（当真未亜）
- わがまま☆フェアリー ミルモでポン! どきどきメモリアルパニック（ハンゾー）

2006年
- 戦国キャノン
- テイルズ オブ エターニア オンライン（レニイ）

2007年
- オトメディウス（エリュー・トロン）
- ファイナルファンタジーIV（DS版）（リディア）
- Fate シリーズ（2007年 - 2021年、間桐桜 / 黒桜 / Gサクラ、BB） - 8作品
- 武装錬金 ようこそ パピヨンパークへ（河井沙織）

2008年
- 絶対可憐チルドレンDS 第四のチルドレン（末摘花枝）
- レッスルエンジェルス サバイバー2（メロディ小鳩、ドルフィン早瀬）

2009年
- トリニティ・ユニバース（ヴィオラート）
- ファイナルファンタジー・クリスタルクロニクル クリスタルベアラー（アルテア）

2010年
- 君と一緒に（美澄千紗）
- ザックとオンブラ まぼろしの遊園地（マルー）

2011年
- ヴィオラートのアトリエ 〜グラムナートの錬金術士2〜 群青の思い出（ヴィオラート・プラターネ）
- お菓子な島のピーターパン 〜Sweet Never Land〜（ティンカー＝ベル）
- オトメディウス エクセレント!（エリュー・トロン）

2012年
- ガールフレンド（仮）（玉井麗巳）
- ちび☆デビ!（まおちゃん）
- とびたて!超時空トラぶる花札大作戦（間桐桜）
- 嫁コレ（天谷春恋）

2013年
- カードファイト!! ヴァンガード ライド トゥ ビクトリー!!（二宮サヤカ、右野レイジ）
- 神撃のバハムート（リテュエル）
- ダンジョントラベラーズ2 王立図書館とマモノの封印（メルヴィ・ド・フロレンシア）

2014年
- カードファイト!! ヴァンガード ロック オン ビクトリー!!（二宮サヤカ）
- グリモア〜私立グリモワール魔法学園〜（雪白ましろ）

2015年
- ウチの姫さまがいちばんカワイイ（打鍵姫 デューティ・ジャーナル）
- ポケモントレッタ（セレナのヤンチャム）
- ミリ姫大戦 −Militärische Mädchen−（グデーリアン、マンシュタイン）

2016年
- あんさんぶるガールズ!!（神樹いちか）
- ワールド オブ ファイナルファンタジー（リディア）

2017年
- グリムノーツ（“悠月堂店主”カグヤ）
- ダンジョントラベラーズ2-2 闇堕ちの乙女とはじまりの書（メルヴィ・ド・フロレンシア）
- Fate/Grand Order（2017年 - 2024年、BB、パールヴァティー、秦良玉、カーマ / マーラ / ビーストIII／L、ドゥルガー / カーリー） - 2作品
- クイズRPG 魔法使いと黒猫のウィズ（ツバキ・リンドウ）

2018年
- IS 〈インフィニット・ストラトス〉 アーキタイプ・ブレイカー（山田真耶）
- アズールレーン（グロリアス）
- テイルズ オブ ザ レイズ（ライラ）

2019年
- ネルケと伝説の錬金術士たち 〜新たな大地のアトリエ〜（ヴィオラート・プラターネ）
- グランブルーファンタジー（2019年 - 2024年、ニーア） - 2作品
- 白猫プロジェクト（リーラン・ラムレイ）
- 蒼藍の誓い ブルーオース（プリンツ・オイゲン、アルジェリア）

2020年
- ラストオリジン（エイダーType-G、CM67スティンガー）
- キングスレイド（ヒルダ）

2021年
- 戦場のフーガ（シーナ・ファラフェル）

2022年
- エターナルツリー（アリオト）
- ライブアライブ（妙子）

2023年
- レスレリアーナのアトリエ 〜忘れられた錬金術と極夜の解放者〜（ヴィオラート）
- ヘブンバーンズレッド（2024年 - 2025年、かおり、モブ）

2025年
- Ever 17 - The Out of Infinity（田中 優美清春香菜）
- 雀魂（間桐桜）

### ドラマCD
2002年
- ぷくぷく天然かいらんばん（ぷくぷく）

2003年
- ホットギミック（成田輝）※「Betsucomi」2003年2月号応募者全員サービス

2004年
- かりん ドラマCD（真紅杏樹）
- 神無月の巫女 5.5話 君の舞う舞台（来栖川姫子）
- マリア様がみてる シリーズ（桂）
  - マリア様がみてる
  - マリア様がみてる 黄薔薇革命
  - マリア様がみてる いばらの森

2005年
- ぱにぽに 〜愛と青春の演劇祭!〜編 セカンドシーズン Vol.3（6号さん）
- 撲殺天使ドクロちゃん ドラマCDだよ! ドクロちゃん（臓物丸）

2006年
- 大魔法峠 ドラマCDの章（国鉄子）
- 武装錬金 EXPERT-CD 1・2（河合沙織）

2007年
- アーネンエルベの一日（間桐桜）
- TVアニメ『京四郎と永遠の空』ドラマCD 天使たちの協奏曲〜早春の出逢い〜（ヒミコ）
- 桃華月憚 華劇草紙『闘』（すずめ）
- はやて×ブレード DRAMA CD Vol.2（貴水蒼）

2008年
- はやて×ブレード DRAMA CD Vol.2（貴水蒼）
- Sound Drama Fate/Zero Vol.1・4（2008年 - 2010年、間桐桜） - 2作品

2009年
- バス走る。「空曲がり停留所」（少女）

2010年
- Sound Drama Fate/Zero スペシャルドラマCD「間桐家の試練」（間桐桜） - コンプエース2012年7月号 付録
- Berry's Vol.2・3（辰巳若葉）

2011年
- アイドライジング!（ミツキ・マリノ）※電撃文庫MAGAZINEVol.18付録「豪華声優陣×第17回電撃小説大賞コラボCD」
- GOSICK -ゴシック- シリーズ（アブリル・ブラッドリー）
  - GOSICK -ゴシック- 知恵の泉と小夜曲（セレナード）「花振る亡霊は夏の夜を彩る」
  - GOSICK -ゴシック- 知恵の泉と独唱曲（アリエッタ）「花びらと梟」

2012年
- トリニティセブン 7人の魔書使い（神無月アリン）

2013年
- Sound Drama Fate/EXTRA（間桐桜）
  - 第一章「月の聖杯戦争」
  - 第二章「強きもの弱きもの」

2017年
- 劇場版 Fate/stay night [Heaven's Feel] Original Drama CD（2017年 - 2020年、間桐桜） - 3作品

2020年
- 世界最強の魔王ですが誰も討伐しにきてくれないので、勇者育成機関に潜入することにしました。ドラマCD「魔王様監督? 適性試験実施」（シャウラ）

### 吹き替え

#### 映画
- アトミック・ツイスター（キャンベル）
- アドルフの画集
- スパイダーマン（女子生徒B）
- 天才チンパンジー ジャック/アイスホッケーの友情

#### テレビドラマ
- NCIS 〜ネイビー犯罪捜査班（ジヴァ・ダヴィード）
- サブリナ: ダーク・アドベンチャー（サブリナ・スペルマン）
- TOUCH/タッチ（イズミ）
- 24 -TWENTY FOUR- シーズン2（メーガン）

#### アニメ
- きかんしゃトーマス（ビル、ベン、男の子2、老婦人） ※テレビ東京版、NHK版
  - きかんしゃトーマス 勇者とソドー島の怪物（ビル、ベン）
  - きかんしゃトーマス 探せ!!謎の海賊船と失われた宝物（ビル、ベン）
  - きかんしゃトーマス Go!Go!地球まるごとアドベンチャー（ビル、ベン 他）
- ドラゴン・テイルズ（エミー）
- マドレーヌといっしょに（マドレーヌ）
- ミュータント・タートルズ（ナノ）
- ロボカーポリー（ジン[99]）

### ラジオ
※はインターネット配信。
- ラジオどっとあい 下屋則子のあったかデリバリー（2002年、文化放送インターネットラジオ※）
- ラジオ神無月（2004年 - 2005年、TE-A room※）
- RADIO京四郎（2006年 - 2007年、i-revo TE-A room※）
- モッチー・ノリノリのチャンピオンREDio（2007年 - 2008年、アニメイトTV※）
- くろかみ 〜Radio しすてむ〜（2008年 - 2009年、BEAT☆Net Radio!※・音泉※・ランティスウェブラジオ※）
- ラヂオ小中部（2011年 - 2012年、showgate animation channel※）
- Tales of Zestiria the X〜リスナーの情熱で番組を照らすラジオ〜（2016年 - 2017年、音泉※）[100]
- 劇場版 Fate/stay night [Heaven's Feel] 〜もし、私がラジオをやったら、許せませんか?〜（2017年 - 2020年、劇場版公式サイト※・音泉※） - 3シリーズ[101][102]

### ラジオCD
- ラジオCD Fate/stay tune 第1巻（2007年）
- DJCD 鉄のラジオバレル Factor.0（2008年）

### ラジオドラマ
- 歌舞伎まるごとストーリー「あらすじえもん」テイキン・クエスト（2019年8月10日、ミワーナ[103]） - NHK-FM

### テレビ番組
- ニュース早わかり!（伊集院リコ）
- のりスタ!（メットくん）
- ひとりでできるもん!（コロピー）
- ポケモン☆サンデー（ヒコザル、ヤミラミ）
- ポケモンスマッシュ!（ミジュマル、ヒコザル、ヤミラミ）
- どっぷりアプリ（2018年 - 、BS11） - ナレーション[104]
- 幻のアンコール文明 最新調査で迫る滅亡のミステリー（2023年4月22日、NHK BSプレミアム） - ナレーション
- よみがえれ ノートルダム大聖堂（2023年5月13日、NHK BSプレミアム） - ナレーション

### 舞台
- 2011リーディングシアターvol.1 1st（2011年1月16日、シアターKASSAI）
- なば缶二本目「フェアリーティルアレゴリー」（2013年3月5日 - 3月10日、中目黒キンケロシアター）
- なば缶三本目「君が眉毛を剃った日」（2014年10月29日 - 11月3日、池袋シアターグリーンBIG TREE THEATRE）

### 朗読劇
- VISIONARY READING「三島由紀夫レター教室」（2025年10月7日〈予定〉、紀伊國屋ホール、氷ママ子[105]）

### デジタルコミック
- GET LOVE!!〜フィールドの王子さま〜（2004年、守山美樹） - 『少女コミック』7号 - 9号応募者全員サービス
- VOMIC ロッキン★ヘブン（2008年、小西紗和）
- Fate/EXTRA劇場（2010年、間桐桜） - TYPE-MOONエース Vol.6 付録

### オーディオブック
- 世界最強の魔王ですが誰も討伐しにきてくれないので、勇者育成機関に潜入することにしました。1〜2（2020年、シャウラ[106][107]）
- 月とライカと吸血姫 2 （2021年、カイエ）

### その他コンテンツ
- クレジット教育動画教材『風の惑星〜GALE〜』（携帯ショップ店員）[108]）
- Fate/Grand Order「Flashback Ordeal Call -Alterego-」（2025年、カーマ、サクラ、ドゥルガー、カーリー）

## ディスコグラフィ

### キャラクターソング
| 発売日         | 商品名                                                              | 歌                                                                     | 楽曲                                               | 備考                                          |
| -------------- | ------------------------------------------------------------------- | ---------------------------------------------------------------------- | -------------------------------------------------- | --------------------------------------------- |
| 2003年2月19日  | Ever17 シングルコレクションAction1                                  | 田中優美清春香菜（下屋則子）                                           | 「Shynny Boy」                                     | ゲーム『Ever17』関連曲                        |
| 2006年2月28日  | Fate/stay night キャラクターイメージソング III：間桐桜              | 間桐桜（下屋則子）                                                     | 「笑顔ひとつで」 「笑顔ひとつで NUMBER201 Re-mix」 | テレビアニメ『Fate/stay night』関連曲         |
| 2006年10月25日 | 大魔法峠 キャラクターソングの章                                     | 国鉄子（下屋則子）                                                     | 「わたしの新快速」                                 | OVA『大魔法峠』関連曲                         |
| 2008年3月28日  | 鉄道むすめ キャラクターソングコレクション Vol.12 平泉あおば＆つばさ | 平泉あおば（下屋則子）、つばさ（清水愛）                               | 「くるくるコメット」                               | 『鉄道むすめ』関連曲                          |
| 2011年12月28日 | マケン姫っ! 全エンディングっ!                                       | 天谷春恋（下屋則子）、櫛八イナホ（野水伊織）                           | 「Baby! Baby!」                                    | テレビアニメ『マケン姫っ!』エンディングテーマ |
| 2011年12月28日 | マケン姫っ! 全エンディングっ!                                       | 天谷春恋（下屋則子）、姫神コダマ（矢作紗友里）                         | 「Baby! Baby!」                                    | テレビアニメ『マケン姫っ!』エンディングテーマ |
| 2011年12月28日 | マケン姫っ! 全エンディングっ!                                       | 天谷春恋（下屋則子）、水屋うるち（古谷静佳）                           | 「Baby! Baby!」                                    | テレビアニメ『マケン姫っ!』エンディングテーマ |
| 2011年12月28日 | マケン姫っ! 全エンディングっ!                                       | 志那都アズキ（富樫美鈴）、天谷春恋（下屋則子）                         | 「Baby! Baby!」                                    | テレビアニメ『マケン姫っ!』エンディングテーマ |
| 2014年1月24日  | Fate/EXTRA CCC ルナティックステーション2013                         | 間桐桜（下屋則子）                                                     | 「願い」                                           | ゲーム『Fate/EXTRA CCC』関連曲                |
| 2014年3月5日   | マケン姫っ! 通 ビキニだらけの大音楽会 《セクシー部門篇》            | 天谷春恋（下屋則子）、櫛八イナホ（野水伊織）、姫神コダマ（矢作紗友里） | 「ギラギラ」                                       | テレビアニメ『マケン姫っ!通』関連曲           |
| 2014年3月19日  | マケン姫っ! 通 ビキニだらけの大音楽会 《悩殺部門篇》                | 天谷春恋（下屋則子）                                                   | 「願いごと 〜キミノセイダヨ〜」                    | テレビアニメ『マケン姫っ!通』関連曲           |
| 2017年7月19日  | ガールフレンド（仮） キャラクターソングシリーズ Vol.07              | 玉井麗巳（下屋則子）                                                   | 「ティーアップ!」                                  | ゲーム『ガールフレンド（仮）』関連曲          |
| 2021年7月21日  | 百華繚乱 参                                                         | 西蓮（末柄里恵）、鳴狐（下屋則子）、星月夜正宗（松井恵理子）           | 「水着」                                           | ゲーム『天華百剣 -斬-』関連曲                 |
| 2021年7月21日  | 死二至ル恋 〜GRANBLUE FANTASY〜                                     | ニーア（下屋則子）                                                     | 「死二至ル恋」                                     | ゲーム『グランブルーファンタジー』関連曲      |

### その他参加作品
| 発売日        | 商品名           | 歌                   | 楽曲                 | 備考                                                   |
| ------------- | ---------------- | -------------------- | -------------------- | ------------------------------------------------------ |
| 2009年3月25日 | Hyper positive!! | 下屋則子、大原さやか | 「Hyper positive!!」 | ラジオ『くろかみ 〜Radioしすてむ〜』オープニングテーマ |